# Opichén
Opichen är en ort i Mexiko.   Den ligger i kommunen Opichén och delstaten Yucatán, i den östra delen av landet, 1 000 km öster om huvudstaden Mexico City. Opichen ligger 19 meter över havet och antalet invånare är 4 265.
Terrängen runt Opichen är platt. Runt Opichen är det glesbefolkat, med 20 invånare per kvadratkilometer. Närmaste större samhälle är Maxcanú, 15,4 km väster om Opichen. I omgivningarna runt Opichen växer i huvudsak lövfällande lövskog.